# Les Montagnards de la nuit
Les Montagnards de la nuit est un roman de Roger Frison-Roche publié aux éditions Arthaud en 1968. Il décrit la vie de la résistance française en Savoie durant la Seconde Guerre mondiale.
Le roman de Roger Frison-Roche évoque un bastion de la résistance en Savoie durant la Seconde Guerre mondiale. Les « montagnards de la nuit » sont les ouvriers travaillant au chantier du barrage de la Girotte, pour le compte des Aciéries d'Ugine. Cent cinquante d'entre eux forment la compagnie du Lac, dirigée par le Commandant Bulle, qui va libérer ensuite Albertville et d'autres villes de Savoie.
La compagnie du Lac, qui est un maquis-silo, sert de point d'appui aux maquis dormants. Les ouvriers ont le droit de se déplacer et ont droit à des tickets de rationnement en quantité, en raison de l'altitude, car l'usine d'Ugine est considérée comme prioritaire par l'Occupant qui y fabrique des aciers spéciaux. Le 1er août 1944, un très important parachutage de matériel et d’armes se fera juste en face du lac, au col des Saisies, ce qui permettra d’équiper environ 3 000 hommes des différents maquis du val d’Arly jusqu’à la Maurienne, afin d’accélérer la Libération de la Savoie.